# Salvia verbenaca
Salvia verbenaca es una planta de la familia de las lamiáceas.

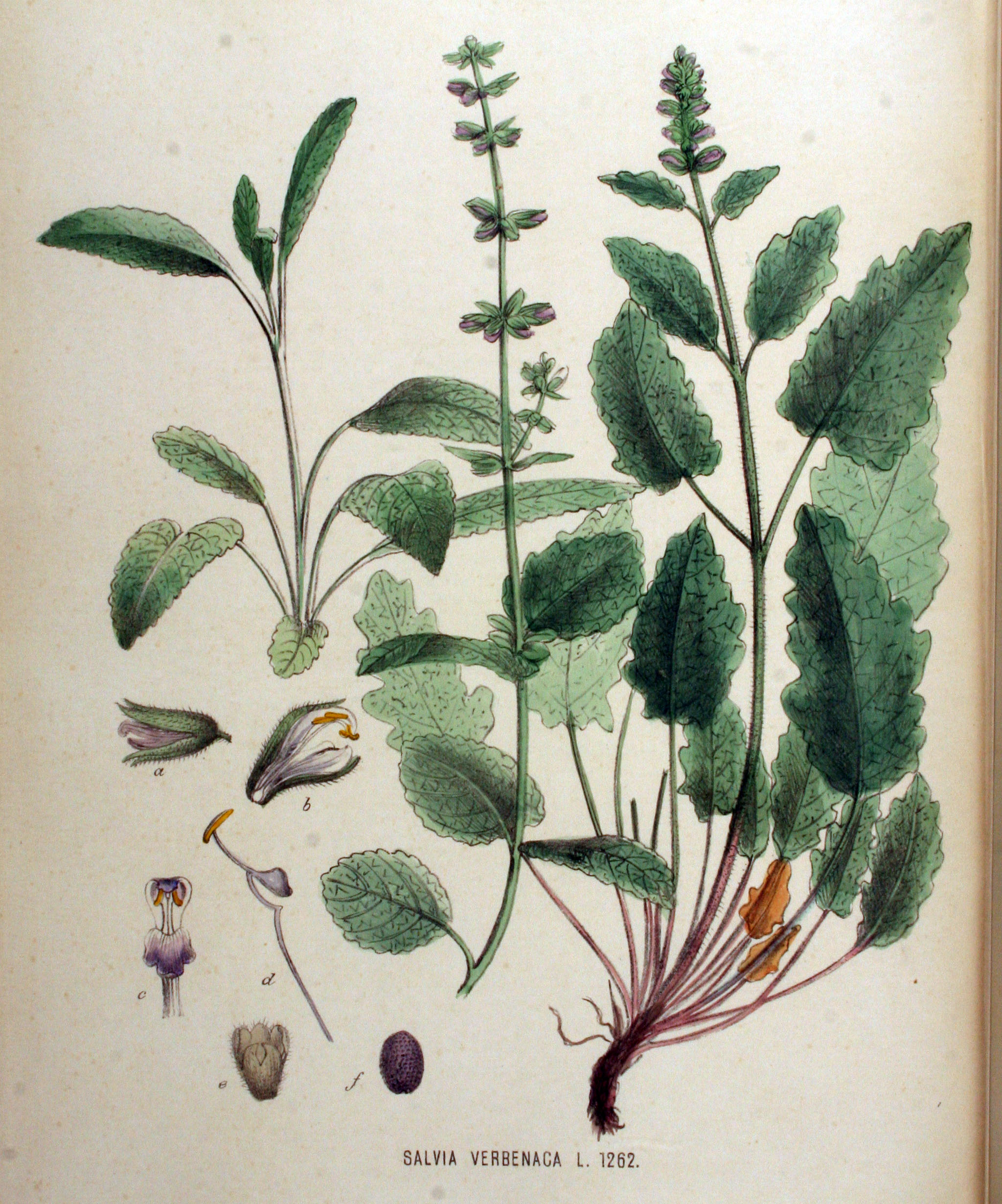
Ilustración

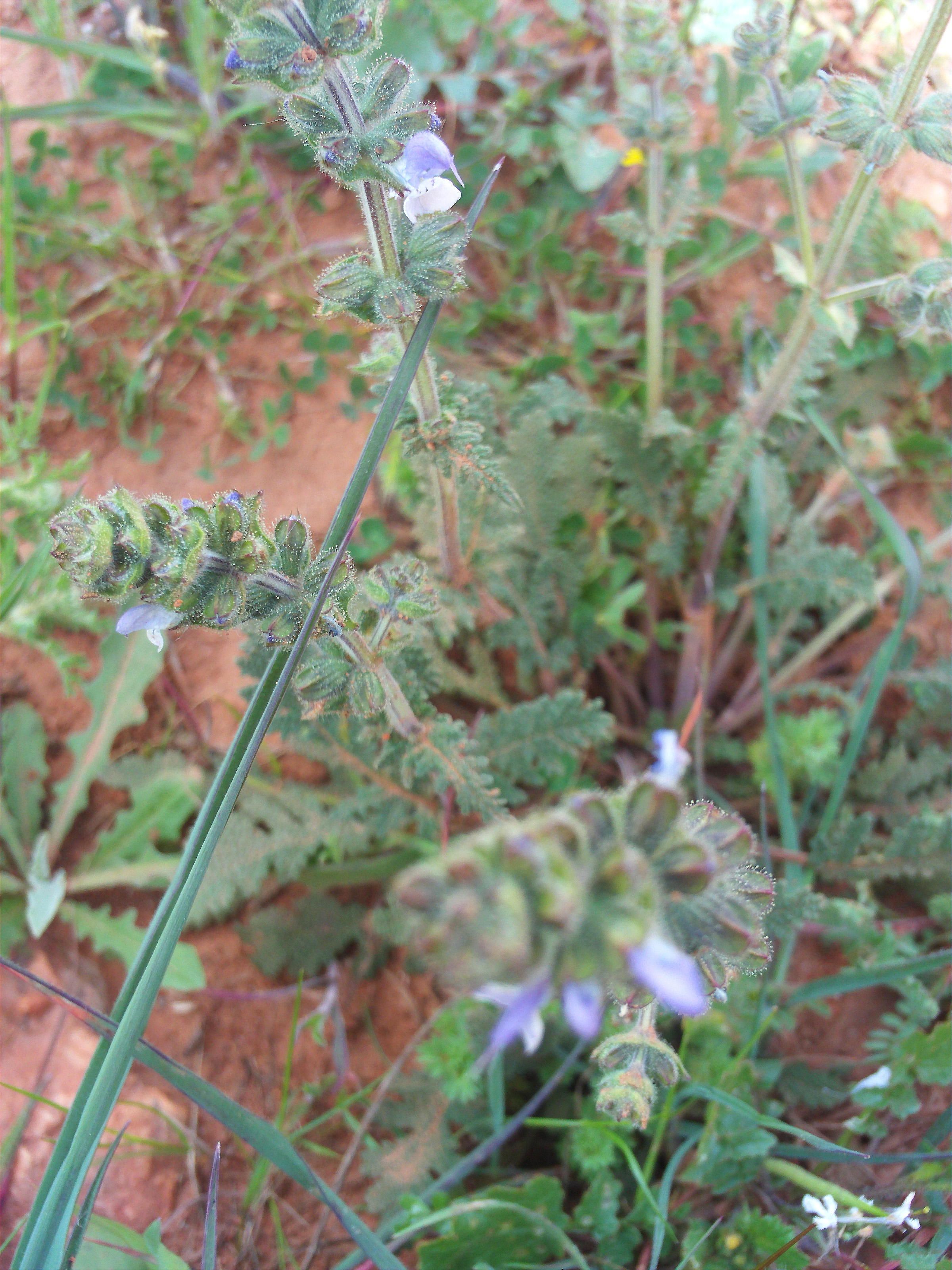
En su hábitat

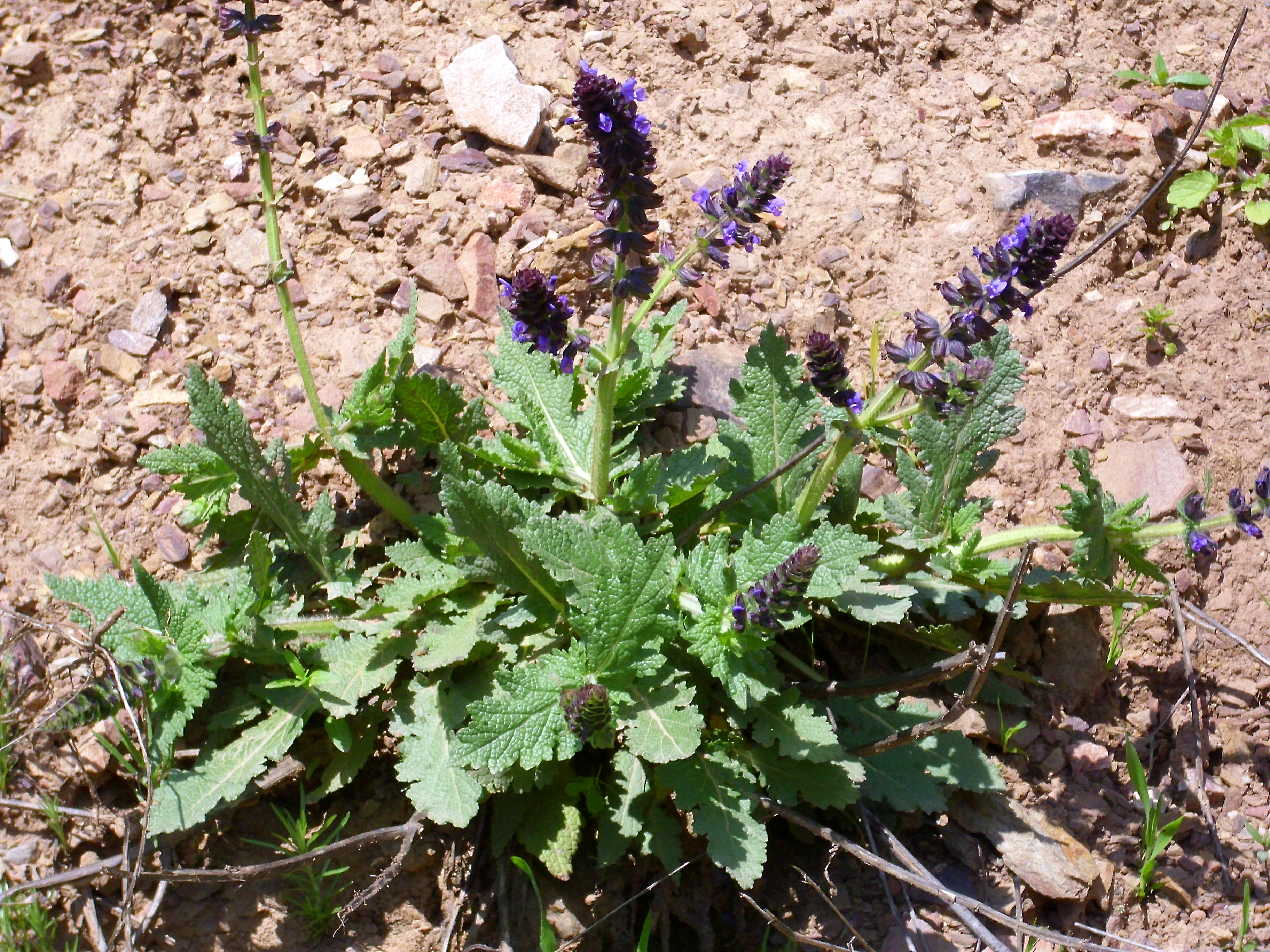
Vista de la planta

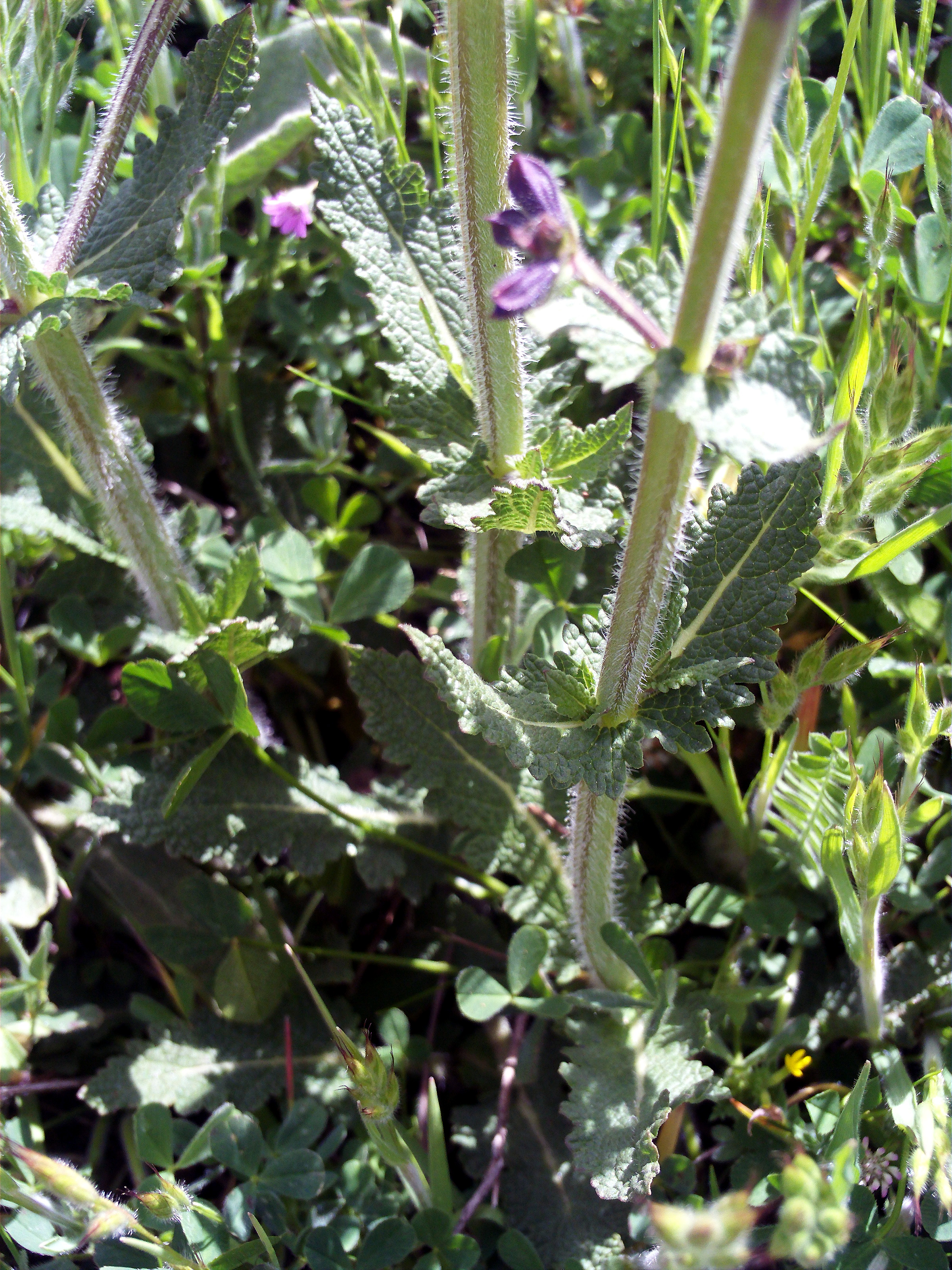
Hojas y tallo

## Descripción
Salvia verbenaca se distingue de Salvia pratensis en sus hojas divididas y flores mucho más pequeñas, azules, lila o blancas de 6-10 mm. Erecta, perenne de 20-80 cm. Tallo recto, simple o ramificado. Hojas verdosas arrugadas por el haz, las inferiores en rosetas basales, largamente pecioladas, oblongas hasta ovales, más o menos lobuladas hasta pinnadas, toscamente incisas, de 5-10 cm de largo y 2-4 cm de ancho, hojas caulinares opuestas, más o menos sésiles. Verticilos de 4 hasta 10 flores en espigas flojas o densas, con frecuencia ramificadas, terminales. Esporófilos verdes, ovalados, puntiagudos de unos 6 mm de largo, más cortos que el cáliz de 8-10 mm de largo y cubierto de pubescencia blanca. Corola violeta, raramente azulada o rosa. Especie variable. Florece de primavera a verano.

## Hábitat
Habita en pastos secos, riberas rocosas y dunas.

## Distribución
En países mediterráneos, Gran Bretaña, Irlanda, Portugal y Rusia.

## Taxonomía
Salvia verbenaca fue descrita por Carlos Linneo y publicado en Species Plantarum 1: 25. 1753.
Etimología
Ver: Salvia
Sinonimia

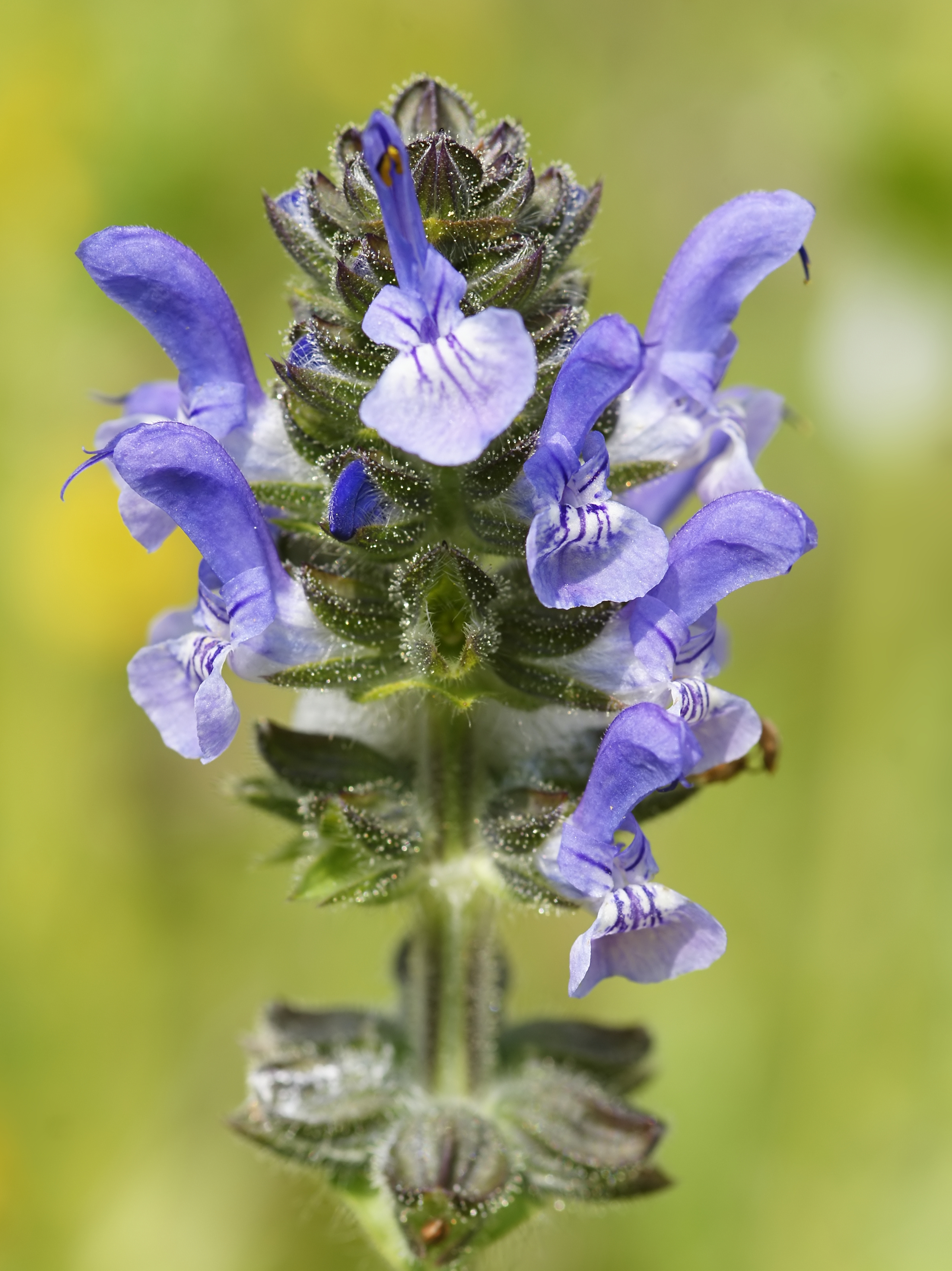
Flores

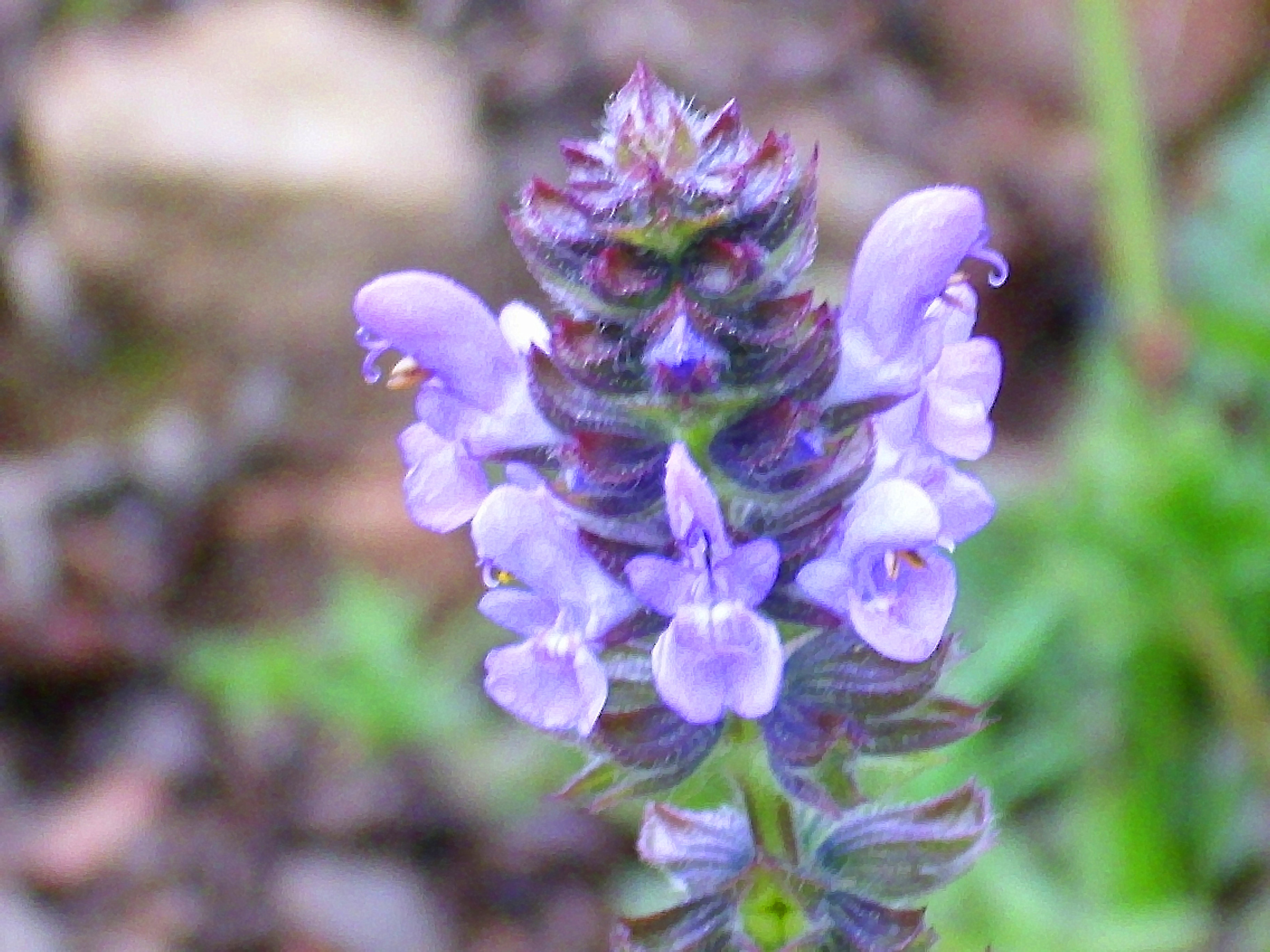
Detalle de la flor

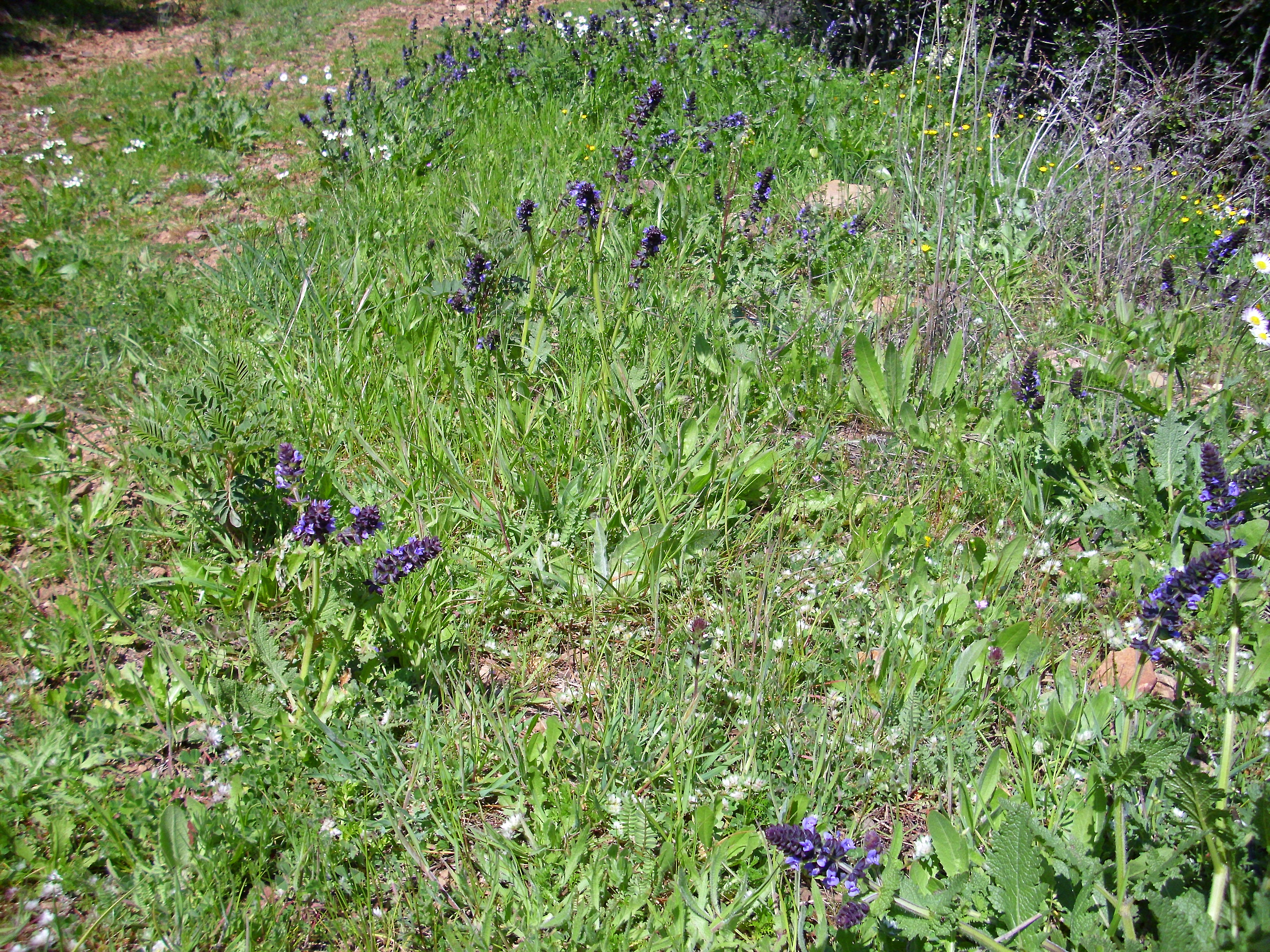
Hábitat

- Horminum verbenacum (L.) Mill., Gard. Dict. ed. 8: 1 (1768).
- Larnastyra verbenaca (L.) Raf., Fl. Tellur. 3: 92 (1837).
- Gallitrichum verbenacum (L.) Fourr., Ann. Soc. Linn. Lyon, n.s., 17: 134 (1869).
- Sclarea verbenaca (L.) Soják, Cas. Nár. Mus., Odd. Prír. 152: 22 (1983).
- Salvia pyrenaica L., Sp. Pl.: 25 (1753).
- Salvia clandestina L., Sp. Pl. ed. 2: 36 (1762).
- Salvia agrestis Vill., Hist. Pl. Dauphiné 2: 402 (1787), nom. illeg.
- Salvia horminioides Pourr., Mém. Acad. Sci. Toulouse 3: 327 (1788).
- Salvia betonicifolia Lam., Tabl. Encycl. 1: 70 (1791), nom. illeg.
- Sclarea decidua Moench, Methodus: 375 (1794).
- Sclarea viscosissima Moench, Methodus: 376 (1794).
- Salvia verbenifolia Salisb., Prodr. Stirp. Chap. Allerton: 73 (1796).
- Salvia praecox Savi, Fl. Pis. 1: 22 (1798).
- Salvia oblongata Vahl, Enum. Pl. 1: 256 (1804).
- Salvia verbenacoides Brot., Fl. Lusit. 1: 17 (1804).
- Salvia disermas Sm. in J.Sibthorp & J.E.Smith, Fl. Graec. Prodr. 1: 16 (1806), nom. illeg.
- Salvia multifida Sm. in J.Sibthorp & J.E.Smith, Fl. Graec. Prodr. 1: 17 (1806).
- Salvia spielmanniana M.Bieb., Fl. Taur.-Caucas. 1: 21 (1808).
- Salvia illyrica Schult., Observ. Bot.: 8 (1809).
- Salvia spielmannii Willd., Enum. Pl.: 38 (1809).
- Salvia polymorpha Hoffmanns. & Link, Fl. Portug. 1: 149 (1810).
- Salvia laciniata Willd., Enum. Pl., Suppl.: 2 (1814).
- Salvia erosa Desf., Tabl. École Bot., ed. 2: 68 (1815).
- Salvia acutata Brot., Phytogr. Lusit. Select. 1: 203 (1816).
- Salvia claytonii Elliott, Sketch Bot. S. Carolina 1: 32 (1816).
- Salvia obtusata Brot., Phytogr. Lusit. Select. 1: 203 (1816), nom. illeg.
- Salvia parviflora Brot., Phytogr. Lusit. Select. 1: 203 (1816).
- Salvia clandestinoides Link, Jahrb. Gewächsk. 1(3): 169 (1820).
- Horminum sylvestre Gray, Nat. Arr. Brit. Pl. 2: 388 (1821).
- Salvia pallidiflora St.-Amans, Fl. Agen.: 10 (1821).
- Salvia hiemalis Brot., Phytogr. Lusit. Select. 2: 3 (1827).
- Salvia vivianii Sieber ex Rchb., Iconogr. Bot. Pl. Crit. 6: 18 (1828).
- Salvia neglecta Ten., Index Seminum (NAP) 1829: 18 (1829).
- Salvia ceratophylla C.A.Mey., Verz. Pfl. Casp. Meer.: 68 (1831), nom. illeg.
- Salvia collina Lowe, Trans. Cambridge Philos. Soc. 4: 18 (1831), nom. illeg.
- Salvia controversa Ten., Syll. Pl. Fl. Neapol.: 18 (1831).
- Salvia variabilis Loisel. ex Benth., Labiat. Gen. Spec.: 241 (1833).
- Salvia dubia Lowe, J. Bot. (Hooker) 1: 37 (1834).
- Flipanta ovata Raf., Fl. Tellur. 3: 92 (1837).
- Larnastyra claytonii (Nutt.) Raf., Fl. Tellur. 3: 92 (1837).
- Salvia sibthorpii Bory & Chaub., Nouv. Fl. Pélop.: 2 (1838), nom. illeg.
- Salvia lowei Steud., Nomencl. Bot., ed. 2, 2: 506 (1841).
- Salvia rugosissima Zucc., Abh. Math.-Phys. Cl. Königl. Bayer. Akad. Wiss. 3: 244 (1843).
- Salvia ambigua Rochebr. & Sav., Cat. Pl. Phan. Charente: 167 (1860), nom. illeg.
- Gallitrichum rubellum Jord. & Fourr., Icon. Fl. Eur.: 20 (1867).
- Gallitrichum stereocaulon Jord. & Fourr., Icon. Fl. Eur.: 19 (1867).
- Salvia cleistogama de Bary & Paul, Index Seminum (HAL) 1867: 6 (1867).
- Gallitrichum anglicum Jord. & Fourr., Icon. Fl. Eur. 2: 19 (1869).
- Gallitrichum arvale Jord. & Fourr., Icon. Fl. Eur. 2: 18 (1869).
- Gallitrichum clandestinum (L.) Fourr., Ann. Soc. Linn. Lyon, n.s., 17: 134 (1869).
- Gallitrichum dichroanthum Jord. & Fourr., Icon. Fl. Eur. 2: 18 (1869).
- Gallitrichum maculatum Jord. & Fourr., Icon. Fl. Eur. 2: 19 (1869).
- Gallitrichum pallidiflorum (St.-Amans) Jord. & Fourr., Icon. Fl. Eur. 2: 18 (1869).
- Gallitrichum ptychophyllum Jord. & Fourr., Icon. Fl. Eur. 2: 17 (1869).
- Gallitrichum rosulatum Jord. & Fourr., Icon. Fl. Eur. 2: 17 (1869).
- Gallitrichum virgatum Jord. & Fourr., Icon. Fl. Eur. 2: 18 (1869).
- Gallitrichum candollei Timb.-Lagr., Mém. Acad. Sci. Toulouse, VII, 2: 238 (1870).
- Gallitrichum horminioides (Pourr.) Timb.-Lagr., Mém. Acad. Sci. Toulouse, VII, 2: 241 (1870).
- Salvia candollei (Timb.-Lagr.) Timb.-Lagr., Bull. Trimestriel Comice Agric. Arrondissement Toulon 1: 285 (1873).
- Salvia ochroleuca Coss. & Balansa, Bull. Soc. Bot. France 20: 254 (1873), nom. nud.
- Salvia sabulicola Pomel, Nouv. Mat. Fl. Atl.: 121 (1874).
- Salvia anglica (Jord. & Fourr.) Verl., Arv.-Touv. & Faure, Bull. Soc. Dauphin. Échange Pl. 1876: 77 (1876).
- Salvia clandestina var. hiemalis (Brot.) Nyman, Consp. Fl. Eur.: 570 (1881).
- Salvia clandestina subsp. multifida (Sm.) Nyman, Consp. Fl. Eur.: 570 (1881).
- Salvia clandestina var. obtusata Nyman, Consp. Fl. Eur., Suppl. 2: 248 (1889).
- Salvia clandestina var. pallidiflora (St.-Amans) Nyman, Consp. Fl. Eur., Suppl. 2: 248 (1889).
- Salvia oblongata De Not. ex Briq., Lab. Alp. Mar.: 515 (1895), nom. illeg.
- Salvia linnaei Rouy in G.Rouy & J.Foucaud, Fl. France 11: 327 (1909).
- Salvia domenechii Sennen, Bull. Acad. Int. Géogr. Bot. 24: 245 (1914).
- Salvia multifida var. delicatula Sennen, Exsicc. (Pl. Esp.) 1924: 5085 (1924).
- Salvia sennenii Font Quer ex Sennen, Diagn. Nouv.: 38 (1936).
- Salvia rhodantha Zefir., Bot. Mater. Gerb. Bot. Inst. Komarova Akad. Nauk S.S.S.R. 20: 277 (1960).
- Sclarea rhodantha (Zefir.) Soják, Cas. Nár. Mus., Odd. Prír. 152: 22 (1983).[2]

## Nombre común
- Castellano: balsamilla, balsamilla de Aragón, balsamina, balsamita, bálsamo, cáñamo de campo, crespogallo, crespo gallo, cresta de gallina, cresta de gallo, crestagallo, cresta gallo, crestas de gallo, dominguín, dornillos, gallicresta, gallocrespo, gallocresta, gallocresta común, gallocristo, grana de cresta de gallo, hierba de ciego, hierba de la cruz, hierba de la Santa Lucía, hierba de las golondrina, hierba del ciego, hierba de los ojos, hierba de Santa Lucía, hierba motera, hoja de gallo, horminio, hormino silvestre, manrubio, maro negro, maro negro sevillano, maro sevillano, mata salamanquesa, ormino, ormino salvaje, ormino silvestre, orobal, oropeso, rabo de gato, romero real, salamanquesa, salvia, sanjuanines, tabaco domingo, tabaco domingué, tabaco mataquintos, tárrago, tarrax, trigo de gallina, verbena, verbenaca, yerba de gallina, yerba de la cruz, yerba de la golondrina, yerba de los ojos, yerba-motera.[3]